# محمد رشدي
محمد محمد عبد الرحمن الراجحي، الشهير بمحمد رشدي  (20 يوليو 1928 - 2 مايو 2005)، مغني مصري. ولد بمدينة دسوق بمحافظة كفر الشيخ. حفظ القرآن الكريم في كُتّاب القرية ثم جاء إلى القاهرة، ثم التحق بمعهد فؤاد الموسيقي. قدم أول أغنية هي «قولوا لمأذون البلد».
فتحت له الإذاعة ميكروفونها غناءً وتلحيناً. سجل للإذاعة ملحمة «أدهم الشرقاوي» ونجح نجاحا كبيراً. مثل محمد رشدي للسينما 6 أفلام. كون محمد رشدي وبليغ حمدي مع الشاعر عبد الرحمن الأبنودي ثلاثيا فنياً عظيماً وكان هذا سبباً لبداية انتشار الأغنية الشعبية. غنى محمد رشدى أغانٍ دينية ووطنية في انتصارات حرب أكتوبر. قدم في رمضان أغاني مسلسل «ابن ماجه» وسجل آخر البوم له بعنوان «دامت لمين».

## أعماله
- 1964 المارد
- 1965 حارة السقايين – عدوية – 6 بنات وعريس – السيرك
- 1969 فرقة المرح
- 1971 ورد وشوك

## من أغانيه
- لا إله إلا الله
- طاير يا هوا
- عالرملة
- عدوية
- عرباوي
- كعب الغزال
- مغرم صبابة
- ميتى أشوفك
- وهيبة
- يا عبد الله ياخويا سماح
- يا ليلة ما جاني الغالي

## وفاته
توفي يوم الإثنين 2 مايو 2005 عن عمر يناهز السادسة والسبعين عاماً بعد صراع طويل مع المرض. وكان محمد رشدي قد دخل المستشفى قبل ذلك بشهر ونصف الشهر بعد إصابته بالتهاب رئوي حاد بالإضافة إلى إصابته بالفشل الكلوي.